# صبي من الجنة
صبي من الجنة هو فيلم إثارة سياسي سويدي من إخراج طارق صالح، عٌرض الفيلم لأول مرة في 20 مايو 2022 خلال مهرجان كان السينمائي الدولي 2022، الفيلم من بطولة توفيق برهوم، فارس فارس، محمد بكري ومكرم خوري.

## نبذة
يتناول الفيلم قصة آدم وهو نجل صياد سمك، يحصل علي منحة للدراسة في جامعة الأزهر العريقة في القاهرة، مصر وبعد فترة وجيزة من وصوله، يتوفى إمام الأزهر فجأة ويندلع صراع على السلطة لمن يخلفه.

## روابط خارجية
- صبي من الجنة على موقع IMDb (الإنجليزية)
- صبي من الجنة على موقع روتن توميتوز (الإنجليزية)
- صبي من الجنة على موقع ألو سيني (الفرنسية)
- صبي من الجنة على موقع قاعدة بيانات الأفلام السويدية (السويدية)
- صبي من الجنة على موقع قاعدة بيانات الفيلم (الإنجليزية)
- صبي من الجنة على موقع ليتربوكسد (الإنجليزية)
- صبي من الجنة على موقع كينوبويسك (الروسية)